# آل خورشید
آل خورشیدی تیره ای از جانکی گرمسیر، چهارلنگ بختیاری
خاستگاه این تیره منطقه‌ای به همین نام می‌باشد و سپس منطقه رستم‌آباد که در فاصله ۵۰۰ متری از آل خورشید واقع شده را دربر گرفته‌است.
شهرستان باغ‌ملک در قدیم «جانکی» نام داشته و نام آن مخفف «جوانکی» است که نام طایفه‌ای از اکراد بوده که در دوره اتابکان لر بزرگ به این منطقه آمده و تا روزگار صفویه در این نواحی می‌زیسته‌اند.